# Йосипівська сільська рада (Петрівський район)
| Йосипівська сільська рада — колишній орган місцевого самоврядування у Петрівському районі Кіровоградської області з адміністративним центром у с. Йосипівка. Сільській раді були підпорядковані населені пункти: - с. Йосипівка |

## Склад ради
Рада складалася з 12 депутатів та голови.

### Керівний склад ради
| ПІБ                         | Основні відомості                                                         | Дата обрання | Дата звільнення |
| --------------------------- | ------------------------------------------------------------------------- | ------------ | --------------- |
| Страшний Віктор Миколайович | Сільський голова, 1970 року народження, освіта                            | 26.03.2006   | 31.10.2010      |
| Шульга Іван Васильович      | Сільський голова, 1963 року народження, освіта вища, член Партії регіонів | 31.10.2010   |                 |

Примітка: таблиця складена за даними джерела

## Населення
За переписом населення України 2001 року в селі мешкали 403 особи.

### Мова
Розподіл населення за рідною мовою за даними перепису 2001 року:
| Мова       | Відсоток |
| ---------- | -------- |
| українська | 93,80 %  |
| російська  | 5,46 %   |
| німецька   | 0,50 %   |
| білоруська | 0,25 %   |